# Cera d'abella

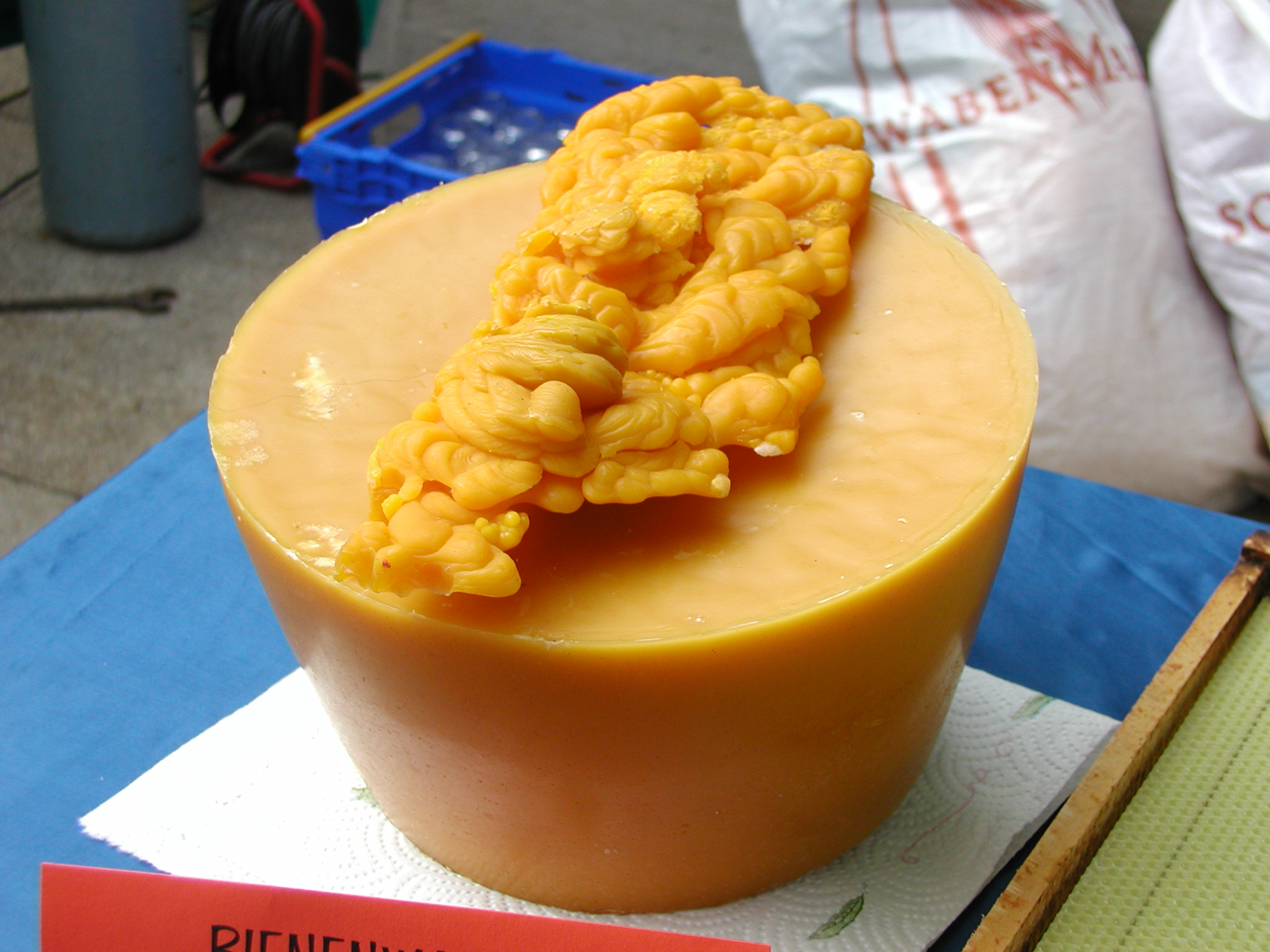
Pa de cera d'abella

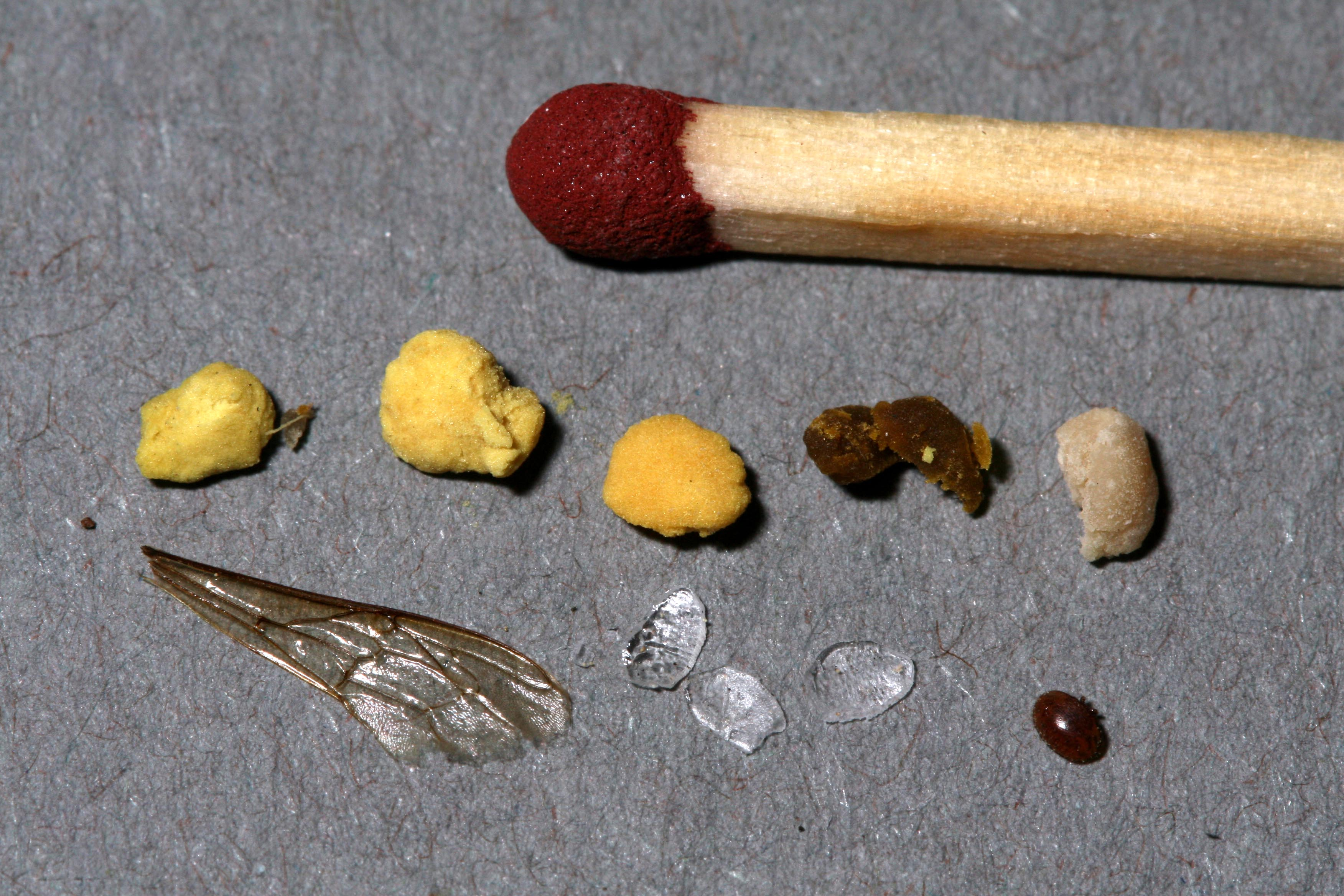
Cera fresca

La cera d'abelles és una cera natural que es fa en els ruscs de les abelles del gènere Apis. La cera d'abelles principalment són èsters d'àcids grassos de diversos alcohols de cadena llarga. Típicament les abelles necessiten menjar-se uns 8 kg de mel per cada kg de cera que produeixen. Per això en apicultura es proporciona quadres amb cera (comprada) amb l'inici ja marcat de les cel·les a les abelles per evitar que l'hagin de produir elles menjant mel. Com additiu alimentari en la Unió Europea rep la denominació E 901, és un agent de glacejat (glazing agent)

## Anatomia i producció
Les abelles femelles obreres tenen a la part ventral del seu cos vuit glàndules productores de cera. La mida d'aquestes glàndules depèn de l'edat de les obreres i les glàndules es van atrofiant gradualment a mesura que augmenta l'edat de les abelles per l'acció de la llum solar quan surten del rusc. La cera recent sortida de les glàndules en forma d'escates és incolora i es torna més opaca quan les abelles la masteguen. també la cera que al principi és blanca agafa color més fosc (groc o marró) quan les abelles hi afegeixen pol·len o pròpolis. Es necessiten unes 1.100 escates de cera per fer un gram de cera.
Les abelles de la mel fan servir la cera per a construir les bresques on es poden els ous i es crien les larves, també hi emmagatzemen pol·len i mel. La temperatura dins del rusc per poder produir cera ha d'estar entre 33 a 36 °C. La cera tal com s'extreu del rusc ha de ser clarificada per utilitzar-la. La cera d'abelles es fon antre els 62 i 64 °C.

## Aplicacions

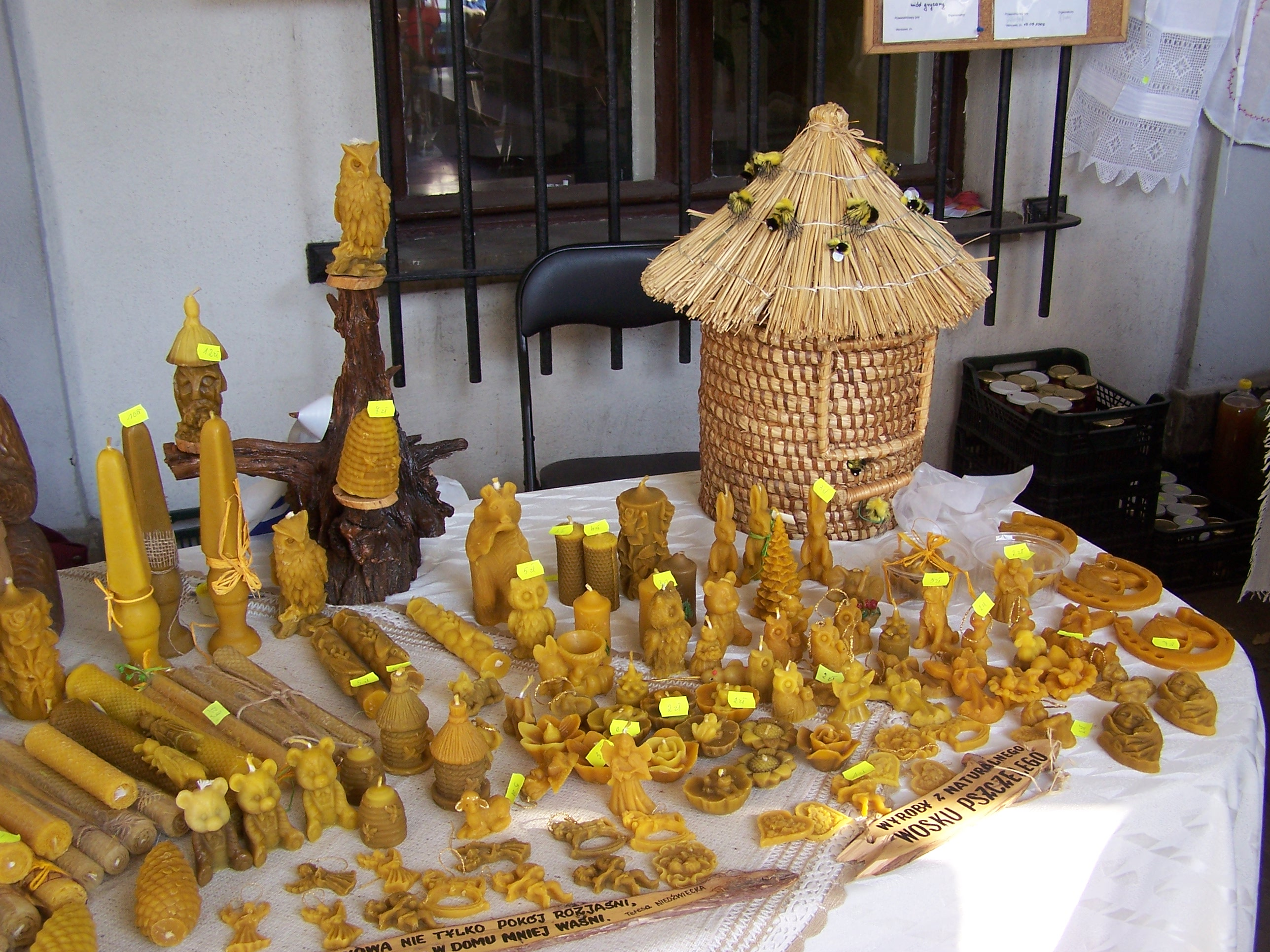
Figures i espelmes de cera d'abelles

- El principal ús de la cera és per a omplir els quadres que els apicultors posen en els ruscos.
- La cera d'abelles purificada i emblanquinada es fa servir en la producció d'aliments, cosmètics i fàrmacs: 
  - La cera d'abelles serveix per fer la capa externa de formatges que els preserva d'envellir.
  - Per a la cura de la pell.[3]
- Espelmes
  - Les espelmes amb cera d'abelles cremen d'una manera més neta, sense fum visible, és el material preferit o recomanat en les església ortodoxa i catòlica.
  - Les espelmes més selectes es fan amb cera d'abella.

- Anualment es produeix només unes 10.000 tones de cera d'abella, entre els productes que en porten hi ha:[4]
  - Component de la cera d'enllustrar el calçat
  - En llustrat de mobles, de vegades acompanyada de l'oli de lli o oli tung
  - Component de ceres de modelar.
  - Es fa servir a la música en instruments de percussió.